# Martijn Bolkestein
Martijn N. Bolkestein (Haarlem, 13 maart 1972) is een Nederlands voormalig politicus namens de VVD. Hij was van 2 juli 2020 tot 31 maart 2021 lid van de Tweede Kamer.

## Jeugd en opleiding
Bolkestein groeide op in de nabij Haarlem gelegen dorpen Overveen en Bloemendaal. Bolkestein doorliep het Stedelijk Gymnasium Haarlem en studeerde bedrijfseconomie aan de Vrije Universiteit Amsterdam tussen 1990 en 1997. Gedurende de laatste anderhalf jaar van zijn studie was hij daarnaast werkzaam als financieel manager bij Russia Travel.

## Niet-politieke loopbaan
Na zijn studie begon Bolkestein te werken by Royal Dutch Shell in Den Haag waaronder in de posities ICT en financieel manager. Hij werkte vijf jaar in Dubai bij de divisie Midden-Oosten (2006–2011). In 2012 werd hij manager ethiek en compliance bij Shell. In datzelfde jaar werd hij partner bij de consultancies N=2 Advisory en BlueSuit. Dat eerste bedrijf adviseert overheden bij fusies en desinvestering, terwijl het andere bedrijf helpt bij ondernemingsfinanciering voor de private sector. Bolkestein verliet Shell in 2015 na daar achttien jaar werkzaam te zijn geweest.
Hij was consultant bij Berenschot van april 2017 tot zijn benoeming als kamerlid en keerde na zijn lidmaatschap terug.

## Lokale en regionale politiek
In maart 2014 werd Bolkestein verkozen tot gemeenteraadslid in Bloemendaal. Hij stond op plaats drie van de kandidatenlijst en de VVD werd met vijf van de negentien zetels de grootste partij. In januari van het volgende jaar volgde hij Peter Boeijink op als fractievoorzitter van de VVD in Bloemendaal. Daarnaast was hij lid van de commissie grondgebied en de auditcommissie. Tijdens de verkiezingen in maart 2018 stelde Bolkestein zich niet herkiesbaar.
Toen hij lid was van de gemeenteraad schreef Bolkestein ook een boek samen met politicoloog en mederaadslid Meindert Fennema genaamd Dorpspolitiek: waar is het lokale gezag?. In het boek, uitgegeven door Uitgeverij Prometheus in februari 2018, worden de politieke onrust in Bloemendaal en algemene problemen binnen het lokale bestuur beschreven. Daarnaast bevat het boek aanbevelingen om de kloof tussen burgers en de politiek te verkleinen. Bolkestein en Fennema stelden voor om het aantal raadsleden dat verkozen wordt te baseren op de opkomst en de andere zetels te vullen met burgers, die willekeurig worden geselecteerd.
In juni 2019 werd hij lid van de Provinciale Staten van Noord-Holland. Hij stond op plaats elf op de kandidatenlijst – niet genoeg om verkozen te worden. Toen twee VVD'ers lid werden van het nieuwe College van Gedeputeerde Staten kwam er een zetel voor Bolkestein vrij. Hij was in de Provinciale Staten lid van de commissie natuur, landbouw en gezondheid en voor de VVD woordvoerder op het gebied van leefbaarheid en gezondheid (milieu), recreatie en toerisme en dierenwelzijn. Hij verliet de Noord-Hollandse politiek in september 2020, nadat hij Kamerlid was geworden.
Bolkestein werd na de gemeenteraadsverkiezingen van 16 maart 2022 gekozen als informateur in Wassenaar (gemeente) om daar een coalitie te vormen. Hij adviseerde begin mei een samenwerking van de VVD, GroenLinks en de lokale partijen Hart voor Wassenaar en Lokaal Wassenaar. Vervolgens bleef hij aan als formateur totdat die partijen op 25 juni een coalitieakkoord tekenden.

## Tweede Kamer (2020–2021)
Tijdens de Tweede Kamerverkiezingen in 2017 stond hij op plaats vijftig op de kandidatenlijst van de VVD. Bolkestein werd geen Kamerlid doordat de VVD 33 zetels behaalde en hij 735 voorkeurstemmen ontving. Hij werd op 2 juli 2020 geïnstalleerd als lid van de Tweede Kamer in de vacature die ontstond na het vertrek van Bas van 't Wout die staatssecretaris werd. Frits Bolkestein was aanwezig bij zijn beëdiging. Binnen zijn partij heeft Bolkestein de portefeuille VWS preventie en criminaliteitsaanpak prostitutie en mensenhandel. Daarnaast was hij lid van de commissie voor Justitie en Veiligheid en tijdelijk lid van de commissie voor Volksgezondheid, Welzijn en Sport.
Hij stond niet op de kandidatenlijst voor de Tweede Kamerverkiezingen 2021. Op 30 maart 2021 nam hij afscheid van de Tweede Kamer.

## Privéleven
Bolkestein is getrouwd en heeft drie kinderen. VVD-prominent Frits Bolkestein is zijn oom en broer van zijn vader Nico Anne Bolkestein (1927-2009) die getrouwd was met Nienke Bijster (1938-2018).
- Parlement.com: vl9yaqvkxbws